# Caspar March (Mediziner, 1654)

Caspar March

Caspar March, auch Kaspar Marche oder Marchius (* 30. September 1654 in Berlin; † 29. Mai 1706 in Greifswald), war ein deutscher Mediziner.

## Leben
Caspar March war der Sohn des Mediziners und Mathematikers Caspar March (1619–1677) und der Catharina Schmidt. Als Geburtsort gibt Diedrich Hermann Biederstedt Berlin an, während Christoph Helwig Rostock, Wilhelm Heß in der Allgemeinen Deutschen Biographie hingegen Greifswald nennt. Er wurde von Hauslehrern unterrichtet und studierte anschließend an der Universität Greifswald Medizin und Philosophie.
Während des Schwedisch-Brandenburgischen Krieges arbeitete er zwei Jahre bei seinem Vater in einem Lazarett. Danach wurde er zum Gesandtschaftsarzt ernannt, gab diesen Posten jedoch bald auf, um an der Universität Leiden weiter Medizin zu studieren. Von dort ging er nach Kiel, wo er 1680 zum Doktor der Medizin promoviert wurde. 1682 wurde er zum kurbrandenburgischen Hofarzt berufen. Zum kurfürstlichen Archiater und Oberaufseher der Hofapotheke wurde er 1685 ernannt.
Caspar March wurde 1700 zum Professor der Medizin an die Universität Greifswald berufen und trat sein Amt im Juli 1701 an. 1704 war er Dekan der medizinischen Fakultät und wurde im Dezember desselben Jahres Rektor der Hochschule.